# Park Kang-jin
Park Kang-jin (kor. 박강진; * 9. August 1988) ist ein südkoreanischer Fußballspieler.

## Karriere
Park Kang-jin stand von 2008 bis 2009 bei den Super Reds unter Vertrag. Wo er vorher gespielt hat, ist unbekannt. Die Super Reds waren ein südkoreanischer Verein, der von 2007 bis 2009 in der ersten singapurischen Liga, der S. League spielte. 2010 wechselte er zum Ligakonkurrenten Gombak United. Für Gombak absolvierte er 61 Erstligaspiele. 2012 wechselte er zum ebenfalls in der ersten singapurischen Liga spielenden Balestier Khalsa. 2013 gewann er mit dem Verein den Singapore League Cup. Im folgenden Jahr gewann er mit Khalsa den Singapore Cup. Das Finale gegen Home United gewann man mit 3:1. Hier schoss er in der 89. Minute das Tor zur 3:0-Führung. Für Khalsa stand er 119-mal in der ersten Liga auf dem Spielfeld. Wo er seit 2015 spielt, ist unbekannt.

## Erfolge
Balestier Khalsa
- Singapore League Cup: 2013
- Singapore Cup: 2014